# Hans Sauerwein
Hans Sauerwein (* 9. Juli 1903; † 16. August 1952) war ein deutscher Fußballtrainer.

## Sportlicher Werdegang
Der aus Düsseldorf stammende Sauerwein war „auch im Boxen und in der Leichtathletik als Trainer erfolgreich“, bevor er ab September 1931 für die Fußballmannschaft von Schalke 04 verpflichtet wurde. Seine vorige Station war die SSVg Barmen gewesen. In der folgenden Saison, 1932/33, trainierte er die Fußballer des Dresdner SC und gewann das Triple aus ostsächsischer Gaumeisterschaft, mitteldeutscher Verbandsmeisterschaft und mitteldeutschem Verbandspokal.
Zum 1. Mai 1933 trat er der NSDAP bei (Mitgliedsnummer 2.433.759) und schloss sich auch dem NSKK an.
Nach Schalke und dem DSC war Sauerwein bei Holstein Kiel, dem 1. FC Schweinfurt 05, Hertha BSC (ab Mai 1938), sowie nach dem Zweiten Weltkrieg bis zum Jahresende 1947 beim FC St. Pauli als Fußballtrainer tätig. Zuletzt war er Verbandstrainer des Hamburger Fußball-Verbandes. Interimsweise half er während dieser Zeit bei Arminia Hannover und sehr kurz beim VfB Lübeck aus.
Im April 1949 wurde Sauerwein neben Sepp Herberger und Alwin Riemke vom Deutschen Fußball-Ausschuss, der vor der formalen Wiedergründung des Deutschen Fußball-Bundes den überregionalen Fußball in Deutschland organisierte, als einer von drei Kandidaten als Nationaltrainer für die neu aufzubauende deutsche Nationalmannschaft benannt.
Sauerwein starb im Alter von 49 Jahren an den Folgen einer Herzembolie.